# Chapter Fifty-One: Big Fun
"Chapter Fifty-One: Big Fun" é o décimo sexto episódio da terceira temporada da série de televisão americana Riverdale e o quinquagésimo primeiro episódio da série em geral. O episódio foi dirigido por Maggie Kiley e escrito por Tessa Leigh Williams. Centrou-se em torno do Heathers: The Musical, de Laurence O'Keefe e Kevin Murphy, baseado no filme de 1989 de mesmo nome, escrito por Daniel Waters. Originalmente foi ao ar na The CW em 20 de março de 2019, e de acordo com a Nielsen Media Research, foi assistido por 0.83 milhões de telespectadores.
É o segundo episódio musical da série, depois de "Chapter Thirty-One: A Night to Remember" da segunda temporada, baseado em Carrie: The Musical.

## Sinopse
Enquanto os ensaios do musical Heathers: The Musical estão em andamento, Cheryl, como a abelha rainha Heather Chandler, canaliza sua própria HBIC para lidar com um término recente. Enquanto isso, Betty fica cada vez mais irritada com o envolvimento de Evelyn com o musical – assim como na vida de seus amigos. Em outro lugar, Veronica descobre algumas notícias devastadoras sobre sua família, e Archie e Josie tomam uma decisão sobre seu futuro. Por fim, Jughead faz um movimento surpreendente contra Gladys.

## Elenco e personagens

### Principal
- KJ Apa como Archibald "Archie" Andrews / Kurt Kelly[2]
- Lili Reinhart como Elizabeth "Betty" Cooper / Heather Duke[2]
- Camila Mendes como Veronica Lodge / Heather McNamara[2]
- Cole Sprouse como Forsythe "Jughead" Jones III
- Marisol Nichols como Hermione Lodge
- Madelaine Petsch como Cheryl Blossom / Heather Chandler[2]
- Ashleigh Murray como Josephine "Josie" McCoy / Veronica Sawyer[2]
- Mark Consuelos como Hiram Lodge
- Casey Cott como Kevin Keller / Peter Dawson[2]
- Skeet Ulrich como Forsythe "F.P." Jones II
- Charles Melton como Reggie Mantle / Ram Sweeney[2]
- Vanessa Morgan como Antoinette "Toni" Topaz / Betty Finn[2]

Mädchen Amick e Luke Perry são creditados, mas não aparecem no episódio.

### Convidados
- Zoé De Grand Maison como Evelyn Evernever / Pauline Fleming[2]
- Drew Ray Tanner como Fangs Fogarty
- Jordan Connor como Sweet Pea / Jason "J.D." Dean[2]
- Gina Gershon como Gladys Jones
- Trinity Likins como Forsythia Jellybean "J.B." Jones
- Peter James Bryant como Waldo Weatherbee
- Bernadette Beck como Peaches 'n Cream
- Nathalie Boltt como Penelope Blossom
- Martin Cummins como Tom Keller
- Emilija Baranac como Midge Klump
- Chad Michael Murray como Edgar Evernever

## Música
Em 21 de março de 2019, a WaterTower Music lançou as músicas do "Chapter Fifty-One: Big Fun", realizado por membros do elenco.
As letras das músicas do episódio são da High School Edition do musical com a maior parte dos palavrões sendo excluídos.
| Lista de músicas |                     |                                                                                  |         |  |
| N.º              | Título              | Artista(s)                                                                       | Duração |  |
| 1.               | "Beautiful"         | Elenco de Riverdale                                                              | 4:52    |  |
| 2.               | "Candy Store"       | Madelaine Petsch, Lili Reinhart, Camila Mendes, Vanessa Morgan & Bernadette Beck | 2:42    |  |
| 3.               | "Fight for Me"      | Ashleigh Murray & KJ Apa                                                         | 2:04    |  |
| 4.               | "Big Fun"           | Elenco de Riverdale                                                              | 2:59    |  |
| 5.               | "Dead Girl Walking" | Vanessa Morgan, Bernadette Beck, Jordan Connor & Madelaine Petsch                | 3:25    |  |
| 6.               | "Our Love Is God"   | Zoé De Grand Maison, Casey Cott & Drew Ray Tanner                                | 2:58    |  |
| 7.               | "Seventeen"         | Lili Reinhart, Cole Sprouse, Vanessa Morgan & Madelaine Petsch                   | 3:13    |  |
| 8.               | "Lifeboat"          | Camila Mendes                                                                    | 1:38    |  |
| 9.               | "Seventeen"         | Elenco de Riverdale                                                              | 2:31    |  |
| Duração total:   | Duração total:      | Duração total:                                                                   | 26:22   |  |

## Recepção

### Audiência
Nos Estados Unidos, o episódio recebeu uma percentual de 0.3/2 por cento entre os adultos com idades entre 18 e 49 anos, o que significa que foi visto por 0.3 por cento de todos os lares e 2 por cento de todos os que assistiam televisão no momento do transmissão. Foi assistido por 0.83 milhões de espectadores.